# Researchkollektivet Redox
 For alternative betydninger, se Redox. (Se også artikler, som begynder med Redox)
Researchkollektivet Redox er en venstreorienteret og autonom researchgruppe, der samler informationer og udgiver nyheder og rapporter om den danske højrefløj. Gruppen blev dannet i vinteren 2005-2006. Gruppen er tilmeldt pressenævnet.

## Om gruppen
Redox startede i vinteren 2005-2006, i februar 2006 blev hjemmesiden lanceret, gruppen er en efterfølger til Demos dokumentationsgruppe, da en yngre gruppe ville tage over på egne præmisser og med en ny mediestrategi, det researcharbejde som foregår startede allerede i 1970'erne. Navnet Redox kommet af ordene research og dokumentation.
Ifølge gruppen selv blev deres afsløringer første gang brugt i medierne da Ekstra Bladet i sommeren 2006 fik hjælp til at afsløre Dansk Fronts ledelse. Året efter udgav gruppen i august bogen Postboks 38, der handler om den nazistiske produktion af musik, tøj og merchandise i Nordeuropa.
Gruppens primære arbejde består i at drive hjemmesiden Redox.dk, der indeholder nyheder om og analyser af det, der angives som den ekstreme højrefløj. Gruppen fungerer desuden som informationskilde for aviser m.m. Ifølge dem selv er Researchkollektivet Redox drevet af journalister og andre fagfolk. Det er hævdet at gruppens indsamlede personfølsomme oplysninger har været misbrugt af medlemmer af den venstreradikale militante organisation Antifascistisk Aktion (AFA). Ifølge gruppen selv har de flere gange tippet politiet, i forbindelse med at finde overfaldsmænd, andre tip har ført til ransagninger af højreekstremisters hjem og i nogen tilfælde fund af våben.

### ORG-sagen
I sommeren 2011 fik Politiken udleveret en mængde dokumenter af Redox, som angaves at beskrive netværket ORG, disse oplysninger blev brugt i en række artikler på nyhedsmediet, Redox offentliggøre samtidigt en rapport om ORG. Det er blevet hævdet, at dokumenterne er fremskaffet ved hacking af computere og på anden ulovlig vis. Den 21. september 2011 fik Redox' webhost Surftown påbud af Datatilsynet om at fjerne Redox' ORG-rapport fra internettet, siden var længe lukket ned derefter.
Københavns Politi har opgivet at retsforfølge i forbindelse med det ulovlige register, men i april 2013 meddelte anklagemyndigheden, at der rejses tiltale mod syv personer tilknyttet Researchkollektivet Redox for hacking, ulovlig indsamling af personoplysninger samt vold og hærværk. Retssagen begyndte i september 2013, samme måned genåbnede gruppen sin hjemmeside, efter de havde tilmeldt sig pressenævnet og fået en ansvarshavende redaktør.
Ved den efterfølgende retssag blev fire personer fra Redox fundet skyldige i hæleri med hackede oplysninger og en enkelt person skyldig i vold.

### Udgivelser af Redox
- Postboks 38, bog udgivet april 2007
- Århus -08, rapport udgivet i august 2008
- ORG, rapport udgivet i august 2011
- Demokratiske nazister, rapport udgivet september 2013

### Andre
Litteratur der behandler omtalte ORG-sag:
- Ole Hasselbalch: Politiken-affæren. Historien om et dagbladsangreb på demokratiet; 2012; ISBN 978-87-92417-25-1.